# Iida

Iida (飯田市 Iida-shi?) este un municipiu din Japonia, prefectura Nagano.